# Edificio La Quartera (Inca)
El edificio La Quartera (en catalán y oficialmente Sa Quartera) es un edificio situado en la ciudad española de Inca en la isla de  Mallorca, propiedad del Ayuntamiento de Inca. Fue construido como alhondiga, edificio que estaba destinado al almacén de cereales y legumbres.
A finales de la década de los 50 se ubicó Radio Juventud Inca (EFJ 45), emisora fundada en 1954.
En 2008 es incorporado al catálogo de elementos de interés artístico, histórico, ambiental y patrimonio histórico. En 2012 fue catalogado con nivel de protección integral (ficha F009-A046).
En la actualidad se utiliza como centro de exposiciones y también como espacio musical donde tiene sede la Unión Musical Inquera.

## Características
Edificio de estilo historicista, realizado por el arquitecto Jaume Alenyar Ginard entre los años 1918 y 1920. Tiene una sola planta, la base está hecha de piedra viva y el resto del edificio está construido con piezas de marés. Como elementos decorativos tiene los frontones de las puertas y las ventanas.